# Cosmochthonius foliatus
Cosmochthonius foliatus är en kvalsterart som beskrevs av Subías 1982. Cosmochthonius foliatus ingår i släktet Cosmochthonius och familjen Cosmochthoniidae. Inga underarter finns listade i Catalogue of Life.